# Hanne Hogness
Hanne Hogness (ur. 16 lutego 1967 w Trondheim) – była norweska piłkarka ręczna, wielokrotna reprezentantka kraju.